# Nosy-Poniatki
Pour les articles homonymes, voir Nosy (homonymie).
Nosy-Poniatki (prononciation : [ˈnɔsɨ pɔˈɲatki]) est un village polonais de la gmina de Mszczonów dans le powiat de Żyrardów de la voïvodie de Mazovie dans le centre-est de la Pologne.
Il se situe à environ 11 kilomètres au sud-est de Mszczonów (siège de la gmina), 22 kilomètres au sud-est de Żyrardów (siège de la Powiat) et à 41 kilomètres au sud-ouest de Varsovie (capitale de la Pologne).
Le village possède approximativement une population de 150 habitants.

## Histoire
De 1975 à 1998, le village appartenait administrativement à la voïvodie de Skierniewice.